# Basilique Notre-Dame-d'Atocha de Madrid
La basilique Notre-Dame-d’Atocha est une église située à Madrid, capitale de l’Espagne. L’Église catholique la reconnaît comme basilique mineure depuis le 12 novembre 1863, et la Conférence épiscopale espagnole lui donne le statut de sanctuaire national. Elle est sous la juridiction de l’archidiocèse de Madrid. Elle héberge une peinture de Marie appelée la Vierge d’Atocha (es) qui lui donne son nom.